# Microcalcarifera mixtaria
Microcalcarifera mixtaria là một loài bướm đêm trong họ Geometridae.